# Autoritratto con cane nero
L'Autoritratto con cane nero (Autoportrait au chien noir), anche noto come Courbet con il cane nero (Portrait de l'artiste, dit Courbet au chien noir), è un quadro del pittore francese Gustave Courbet, realizzato nel 1842 e ritoccato nel 1844. È conservato a Parigi, al Petit Palais.

## Storia
Questo dipinto è uno dei primi di Courbet a essere accettato al Salone di Parigi. Nel catalogo ufficiale della mostra aperta nel marzo del 1844 che si tenne al palazzo del Louvre figurava al numero 414 con il titolo Ritratto dell'autore (Portrait de l'auteur).

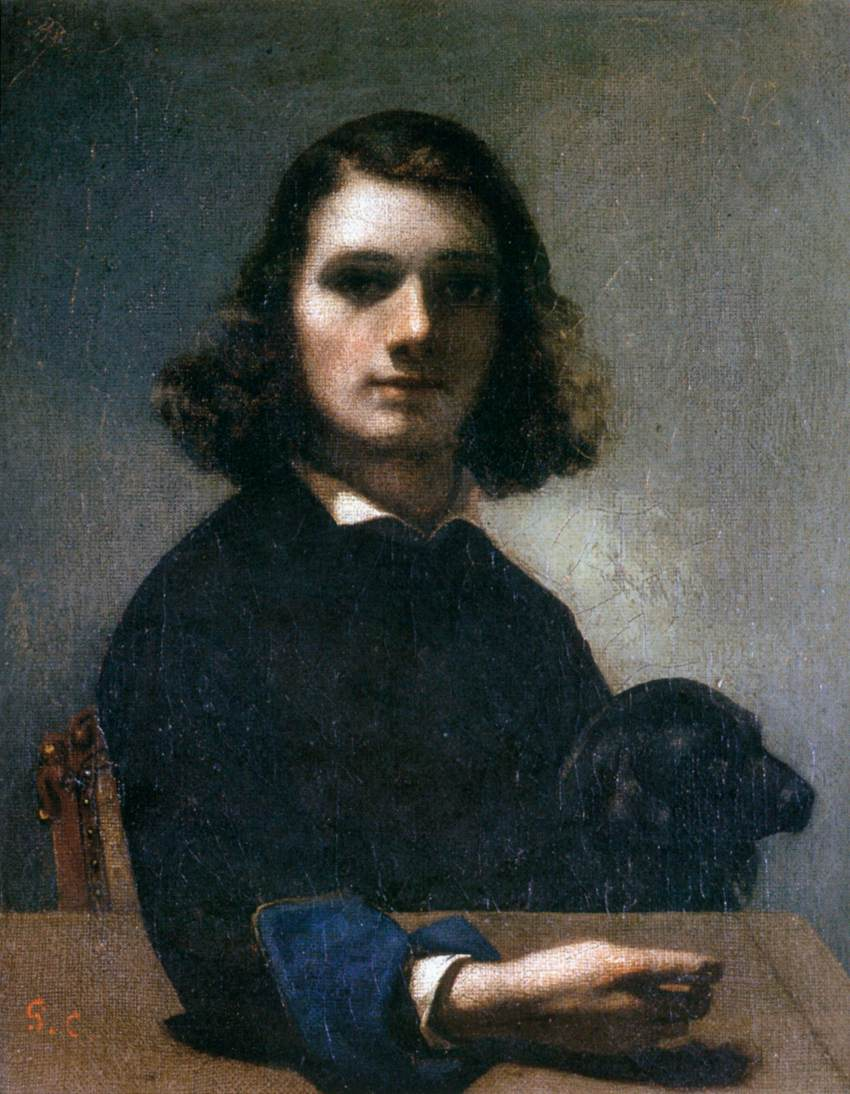
Gustave Courbet, Piccolo ritratto dell'artista con cane nero, 1842

Una lettera scritta dal pittore ai genitori il 21 febbraio 1844 menziona che, seguendo i consigli del pittore Nicolas-Auguste Hesse, che aveva visitato il suo studio nella rue de la Harpe, situato presso l'antico collège de Narbonne, il giovane Courbet si recava per la quarta volta per sottoporre una serie di dipinti alla giuria del Salone. Oltre all'autoritratto inviò Lot e le sue figlie, così come uno Studio di un paesaggio. Solo l'autoritratto venne accettato un mese dopo. In questa lettera Courbet disse che il dipinto risaliva al 1842. In quell'anno aveva realizzato un altro autoritratto, più piccolo, sempre con un cane (Piccolo ritratto dell'artista con cane nero, al museo di Pontarlier). Il cane in questione era stato ricevuto in regalo in quel periodo, poco prima del mese di maggio.
L'analisi della tela rivela che quest'ultima è il risultato di un riutilizzo e che il motivo finale è stato ripreso. Si vedono così nei contorni le tracce di una cornice arrotondata. Si suppone che il quadro fosse stato presentato al pubblico del Salone con una forma leggermente arrotondata. L'artista è visto da sotto, implicando che lo spettatore si trovi in basso, il che suggerisce che il dipinto potrebbe essere stato destinato a un sopraporta.
Dopo il 1844, il quadro riapparve nel 1882 per la mostra di Castagnary; appartenne a Juliette Courbet, che lo offrì alla città di Parigi nel 1909.

## Descrizione
Un giovane che porta un cappello si siede per terra, a fianco di un cane nero. Il personaggio, appoggiato a un grande masso, guarda lo spettatore e tiene in mano una pipa. Dietro di lui sono poggiati nell'erba un libro e un bastone. In lontananza si osserva un paesaggio, una vallata, degli alberi e delle colline, sovrastati da un cielo blu e nuvoloso. Il contrasto tra il nero dei vestiti e del cane e la roccia ocra e biancastra rileva la padronanza della tavolozza di un artista all'inizio della sua carriera.
A destra sono scritte in blu la firma (Gustave Courbet) e una data (1842).

## Analisi
Courbet si rappresenta secondo la moda del tempo che caratterizzava i bohémien (mantello nero con fodera chiara, pantaloni a strisce, capelli lunghi), in un paesaggio del suo territorio d'origine, che si è ipotizzato essere la valle di Bonnevaux nel Doubs, ma che indubbiamente è in parte fittizio. Mostrandosi all'aperto, egli riprese il procedimento dei ritrattisti inglesi del diciottesimo secolo, che in età romantica era divenuta di moda.
Lo stile della composizione e del motivo sono segnati notevolmente da Géricault, ma anche dalla "linea serpentina" di Hogarth, inscritta nel paesaggio francontese.